# Brezons
Brezons é uma comuna francesa na região administrativa de Auvérnia-Ródano-Alpes, no departamento de Cantal. Estende-se por uma área de 42 km². Em 2010 a comuna tinha 183 habitantes (densidade: 4,4 hab./km²).